# Kabinett Schleinitz
Das Kabinett Schleinitz bildete von 16. März 1848 bis November 1856 die von Herzog Wilhelm eingesetzte Landesregierung des Herzogtums Braunschweig. Es handelt sich bei ihr um eine Märzregierung.
Nachdem im Zuge der Märzrevolution 1848 der bisherige Vorsitzende von Veltheim zurückgetreten war, wurde der beliebte Justiz- und Innenminister Wilhelm von Schleinitz dessen Nachfolger. Der neu berufene und unbeliebte Minister Johann Georg Christian von Koch konnte sich nur eine Woche im Amt halten und wurde durch August von Geyso ersetzt. Friedrich Schulz trat am 3. Mai 1848 zurück, nachdem es zum Konflikt mit der Braunschweigischen Landesversammlung um den Staatshaushalt gekommen war.
Während der Reaktionsära setzte die Regierung ihre Politik zwar im Kern fort, musste aber insbesondere dem mächtigen Nachbarn Preußen einige Zugeständnisse machen.
| Amt | Name                                                                                    |
| Vorsitzender des Staatsministeriums Auswärtige Angelegenheiten Justiz Inneres bis November 1849 Krieg ab 1. August 1851 | Wilhelm von Schleinitz                                                                  |
| Inneres Kirchen- und Schulangelegenheiten                                                                               | Gustav Langerfeldt, ab November 1849                                                    |
| Finanzen Handel Kirchen- und Schulangelegenheiten bis 3. Mai 1848                                                       | Friedrich Schulz, 16. März – 3. Mai 1848                                                |
| ohne Ressort, Finanzen ab 3. Mai 1848                                                                                   | Johann Georg Christian von Koch, 16. – 22. März 1848 August von Geyso, ab 22. März 1848 |
| Krieg | Franz von Morgenstern, August 1848 – 1. August 1851                                     |